# ارنست هوتن
ارنست آلبرت هوتن(به انگلیسی: Earnest Albert Hooton)(زادهٔ ۲۰ نوامبر ۱۸۸۷- مرگ ۳ مهٔ ۱۹۵۴) مردم‌شناس جسمانی آمریکایی بود. آوازهٔ او بیشتر از برای طبقه‌بندی‌های نژادی‌اش و نوشتن کتاب‌هایی عامه‌پسند چون برآمدن از بوزینه بود. او عضو کمیته‌ای بود که مطالعاتشان بر روی آناتومی بدن سیاهان تمرکز داشت.
هوتن برای آن که ویژگی‌های جسمانی مردمان را اثرگذار بر بزه‌کاری یا درست‌کاری آنان می‌دانست مورد نکوهش قرار گرفته‌است. با این همه او پاکدامنی را ویژگی یک نژاد ویژه نمی‌دانست و باور داشت که در همهٔ گروه‌های نژادی چنین ویژگی‌ای یافت می‌شود.